# Sphaerostigma dentata
Sphaerostigma dentata là một loài thực vật có hoa trong họ Anh thảo chiều. Loài này được (Cav.) Walp. miêu tả khoa học đầu tiên.